# Aranka Jaenke-Mamero
Aranka Jaenke-Mamero (* 26. April 1924 in Berlin; † 15. März 2018 in Hamburg; auch Aranka Jaenke und Angelika Jaenke-Mamero) war eine deutsche Schauspielerin und Synchronsprecherin.

## Leben und Karriere
Aranka Jaenke stammte aus einer Familie von Kunst- und Antiquitätenhändlern. Ihr Großvater mütterlicherseits war ungarischer Hofkapellmeister, ihr Onkel erster Geiger in einem Berliner Orchester.
Ihre Ausbildung erfolgte bei Helmuth Gmelin in Hamburg. Danach hatte sie zahlreiche Theaterengagements in Hamburg (Schauspielhaus, Thalia Theater, Theater im Zimmer, Intimes Theater/Wölffer), Memmingen (Landestheater), Coburg (Landestheater), Stuttgart (Komödie im Marquardt) sowie in Köln (Senftöpfchen).
Während des Zweiten Weltkrieges arbeitete Aranka Jaenke als Flugbegleiterin, wobei ihr ihre sprachlichen Kenntnisse in Englisch, Französisch, Spanisch und Ungarisch halfen. Nach dem Ende des Krieges setzte sie ihre Karriere als Schauspielerin fort.
Besonders bekannt wurde sie als Theaterschauspielerin, Synchronsprecherin und Sprecherin von Hörspielen sowie internationale Conferenceuse in vier Sprachen (Englisch, Französisch, Spanisch, Italienisch). Beachtung fand auch ihre Mitwirkung in diversen Spielfilmen, darunter „Blockierte Signale“ (1948), „Unternehmen Schlafsack“ (1955), „Nasser Asphalt“ (1958) und „Nacht fiel über Gotenhafen“ (1959). Ferner arbeitete sie in Werbefilmen, Dokumentarfilmen und im Werbefunk mit.
In Hamburg und Berlin lieh sie ihre Stimme in Synchronstudios unter anderem Joan Greenwood, Glyneth Jones und Mai Zetterling. Ferner war sie als Sprecherin im Rundfunk in Berlin, Hamburg, Stuttgart und Luxemburg tätig. Als Moderatorin wirkte sie im ZDF („Sonntagskonzert“) sowie an einem Gala-Abend („Musik der Welt“ für Marlene Dietrich in Düsseldorf) mit. In den 1980er Jahren besprach sie zahlreiche Hörspielplatten und -cassetten.
Rund 40 Rollen übernahm sie in Fernsehspielen wie „Das Erbe der Guldenburgs“, „Großstadtrevier“, „Freunde fürs Leben“, „Stadtklinik“, „Blankenese“, „Kanzlei Bürger“, „Bruder Esel“, „Alphateam“, „Die kleinen Einbrecher“, „Faust“ (mit Heiner Lauterbach), „Unter uns“, „Tanja“ und „Abgehört“ (mit Sir Peter Ustinov). In den 1990er und 2000er Jahren hielt sie häufig Lesungen zu Texten von Kurt Tucholsky, Ephraim Kishon und auch O. Henry in Englisch.

### Privates
Seit ihrem siebzehnten Lebensjahr pflegte Aranka Jaenke eine Brieffreundschaft zum Hamburger Schriftsteller Wolfgang Borchert (1921–1947).
In den 60er Jahren lernte sie den Schauspieler Rolf Mamero (1914–1988) kennen, den sie heiratete. Die Ehe blieb kinderlos.

## Auftritte (Auswahl)
- 1958: Nasser Asphalt
- 1959: Nacht fiel über Gotenhafen
- 1979: St. Pauli Landungsbrücken
- 1984: Abgehört
- 1992: Kanzlei Bürger
- 1992–1999: Großstadtrevier (4 Folgen)